# Ratschendorf
Ratschendorf ist ein Ortsteil der Gemeinde Deutsch Goritz im Bezirk Südoststeiermark bzw. Gerichtsbezirk Feldbach in der Steiermark. Ratschendorf hat 627 Einwohner (Stand 1. Jänner 2025) und liegt im Steirischen Vulkanland drei Kilometer nördlich der Mur und Grenze zu Slowenien.

## Geografie
Ratschendorf liegt in der Südsteiermark etwa 6 km nordöstlich von Mureck und 15 km westlich von Bad Radkersburg entfernt. Die Landschaft südlich von Ratschendorf ist recht flach und wird nach Norden zunehmend hügelig und entsprechend stärker bewaldet. Westlich von Ratschendorf fließt der Ottersbach, östlich der Gnasbach, beide südwärts zur Mur und begleitet von Straßen.

## Geschichte

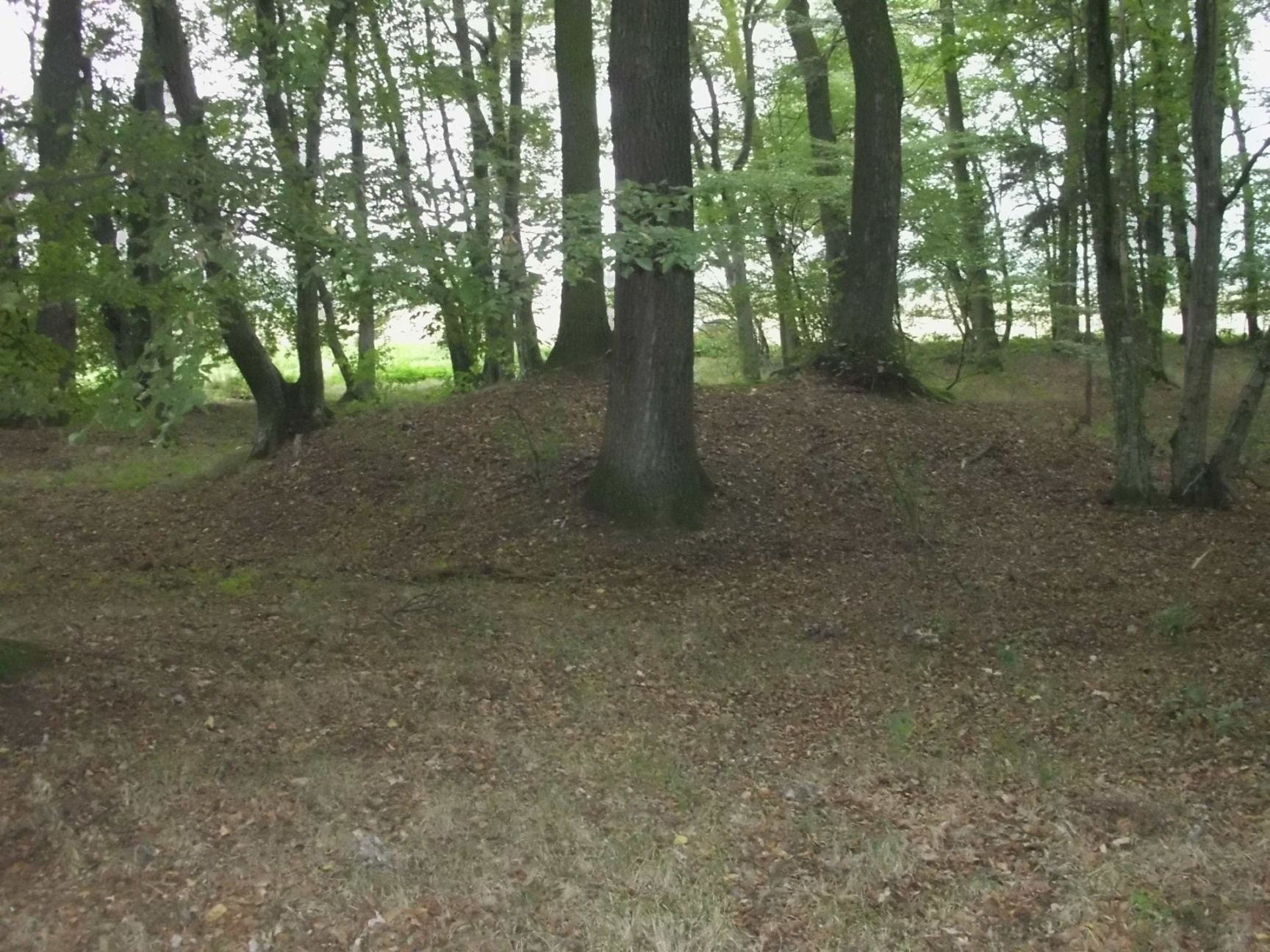
Hügelgrab der römerzeitlichen Nekropole Hügelstaudach

Die Gegend um den Königsberg wurde bereits in der Jungsteinzeit besiedelt. Auch weitere Funde zeugen von einer kontinuierlichen Besiedelung der Gegend, Funde aus der Römerzeit sind im Römerzeitlichen Museum ausgestellt.
Ratschendorf wurde in der zweiten Hälfte des 12. Jahrhunderts erstmals als „Rassendorf“ – als Dorf des „Rasso“ oder „Ratzo“ – erwähnt. Von 1332 bis in das 16. Jahrhundert waren die Herren von Graben Grundherren des Ortes. Das spiegelt sich auch im ehemaligen Gemeindewappen aus dem 20. Jahrhundert wider, wo sie das Motiv der Schaufel aus dem Wappen der Graben übernommen hatten. Die schwarz-weiß gestreiften Balken führen auf die Herren von Walsee zurück, die ebenfalls Grundherren von Ratschendorf waren.
Mit 1. Jänner 2015 wurde Ratschendorf im Rahmen der Gemeindestrukturreform in der Steiermark mit der Gemeinde Deutsch Goritz zusammengeschlossen. Die neue Gemeinde führt den Namen „Deutsch Goritz“ weiter.

## Kultur und Sehenswürdigkeiten

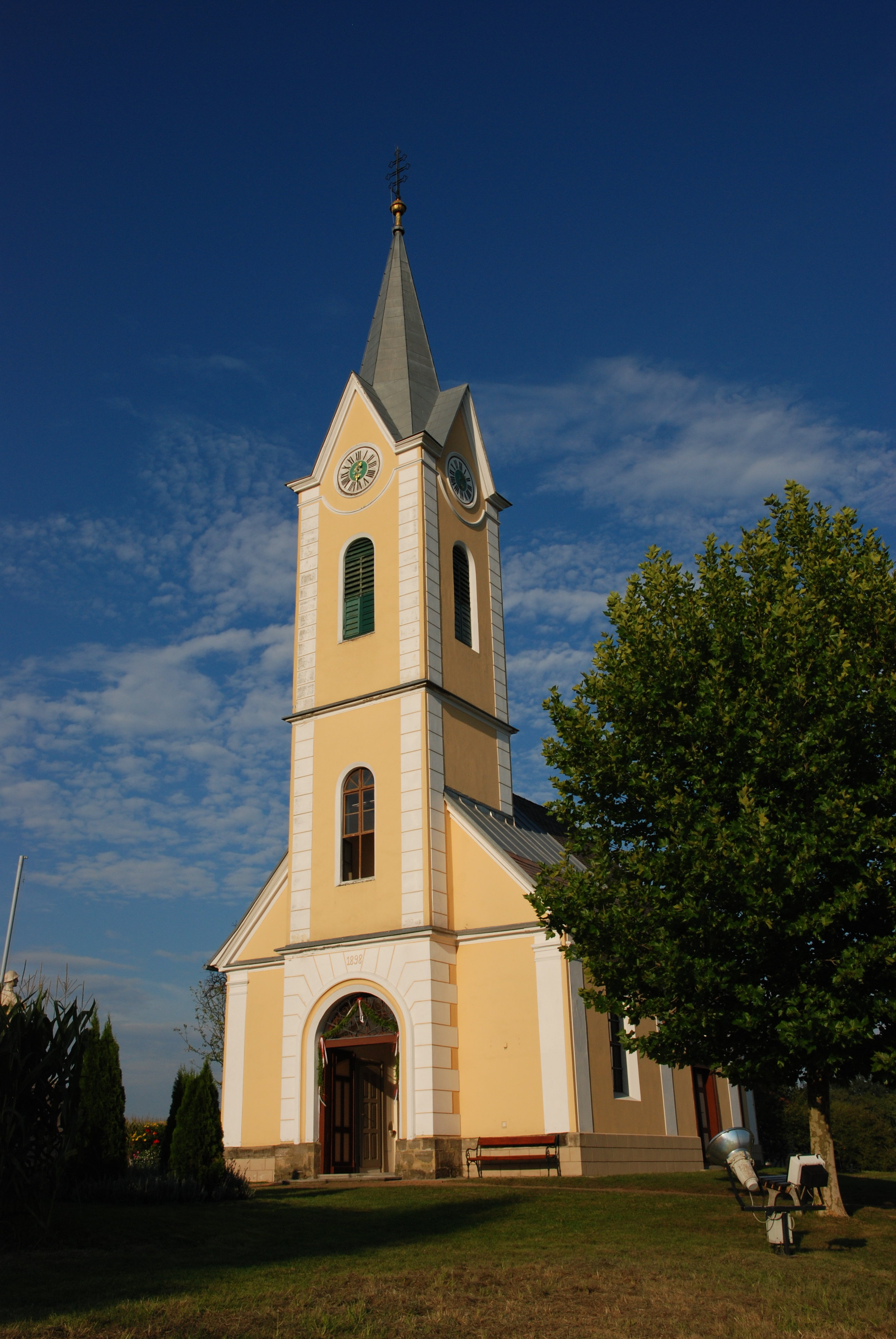
Wallfahrtskirche Helfbrunn

- Wallfahrtskirche Maria Helfbrunn mit der daneben liegenden Brunnengrotte.
- Hügelgräber Hügelstaudach: Etwa einen Kilometer südlich von Ratschendorf an der Diepersdorfer Straße befindet sich in einem kleinen Waldstück die als Bodendenkmal gekennzeichnete römerzeitliche Nekropole Hügelstaudach. Hier findet man einige mehr oder weniger erkennbare Hügelgräber.
- Aufgrund der besonderen Ergebnisse der archäologischen Grabungen wurde 1990 das „Römerzeitliche Museum Ratschendorf“ errichtet.

## Verkehr
Die Verbindung per Auto Richtung Landeshauptstadt Graz erfolgt am komfortabelsten und schnellsten (67 km, ab 50 Min.) über die zwei Kilometer südlich vorbeiführende Landesstraße B 69 und ab Gersdorf über die Pyhrnautobahn A 9 (exit 226).
Öffentlich bildet die Buslinie 600 eine direkte Verbindung mit Graz (1 h 46 min), eventuell in Verbindung mit den S-Bahnlinien S5 und S51.
Per Rad ist Graz über die Perbersdorferstraße L 208 bis Landscha an der Mur und weiter über die Triester Straße B 67 in 63 km (+214/−93 Hm) in etwa 3½ Stunden erreichbar. Rund um Ratschendorf liegt ein Radrouten- und Wanderwegnetz, das als Verbindung von den Mur-Auen zu den Wäldern und Weinbergen genutzt wird.

## Politik
Der letzte Gemeinderat setzte sich nach den Wahlen von 2010 wie folgt zusammen:
- 6 ÖVP
- 3 SPÖ

Letzter Bürgermeister war seit 1. Juli 2013 Gerhard Kaufmann.

## Wappen
Die Verleihung des Gemeindewappens erfolgte mit Wirkung vom 1. November 1954.

Blasonierung:
„In einem gespaltenen Schild rechts im schwarzen Feld ein silberner Balken, links im roten Feld ein auf den Griff gestelltes silbernes Grabscheit.“